# Красный корсар
Красный корсар (англ. The Red Rover) — роман американского писателя Джеймса Фенимора Купера. Первоначально он был опубликован в Париже 27 ноября 1827 года, а затем в Лондоне три дня спустя, 30 ноября. В Соединенных Штатах роман был опубликован лишь только 9 января 1828 года в Филадельфии. Вскоре после своей публикации он был адаптирован для театра, как в Соединенных Штатах, так и в Англии.
Роман рассказывает о Дике Фиде, свободном темнокожем моряке Сципионе Африканском и офицере Королевского флота Джеймсе Уильдере в тот период, когда они встречают знаменитого пирата Красного Корсара. Критик-современник в литературном журнале «Североамериканское обозрение» (англ. North American Review) отметил, что Купер был особенно хорош в написании морских романов, таких как «Красный корсар». Море является его более естественным призванием, чем та тема, которую автор называет «романами в прерии». В них основное внимание уделяется тому, как индеец знакомит белого человека с дикой природой, наподобие «Последнего из могикан». Кроме того, «Красный корсар» представляет собой одно из первых серьёзных изображений персонажей африканского происхождения в американской литературе.

## Персонажи
Два чернокожих персонажа: Сципион Африканский, свободный чёрный моряк и Кассандра, темнокожая слуга, на протяжении всего романа остаются отстранёнными и обособленными от своих белых компаньонов. В то время как все другие главные герои заканчивают сюжетную линию в книге с благополучным концом, судьба Сципиона оказывается трагичной. Терман О’Дэниел предполагает, что, хотя это одни из первых чернокожих персонажей, которые крупно представлены в американской литературе, они все равно приходят к неутешительному финалу.
Российский литературовед С. А. Чаковский отмечает:

Куперу… американская литература обязана…, пожалуй, первым психологически завершённым образом негра.
— И. С. Романова «К вопросу об образе афроамериканца в произведениях американских писателей XIX века»
.
Американские исследователи творчества Фенимора Купера также замечают, что автор в морских романах выводит темнокожих персонажей, совершающих героические поступки:
|                                                                            | …the narrative of the historical romance may be centred upon one of Cooper’s genteel naval officers, but the novels also grant a greater role of heroism for characters of lowlier social statussuch as Tom Coffin in The Pilotand the black sailor Scipio Africanus in The Red Rover. (англ.) |  | … повествование в исторических романах Купера может быть сосредоточено, как на одном из благородных морских офицеров, так и на персонажах более низкого социального статуса, которые представлены в романах также с большой долей героизма, такие как Том Коффин в «Лоцмане» и черный моряк Сципион Африканский в «Красном корсаре». (рус.) |  |
| Phair, Charles A.J. «James Fenimore Cooper and the Revolutionary Atlantic» | |  | |  |

Для Купера морской роман предоставил возможность размыть социальные барьеры между персонажами. Это особенно заметно в описании персонажей-женщин, например, девушка, замаскированная под юнгу, способна работать в команде, несмотря на свой пол. Кроме того, на протяжении всего романа существует тесная дружба между Сципионом Африканским, его коллегой-моряком Диком Фидом и офицером Королевского флота, с которым они дружат после спасения его жизни. Хотя двое мужчин обращаются к нему как к офицеру и относятся к нему с уважением, они все равно сохраняют дружеские отношения.

## Жанр
«Летопись Америки на удивление бедна на такие события; это обстоятельство, несомненно, обусловлено сдержанным характером людей, и особенно в той их части, которая посвящена судоходству ... [автор должен] придумать свою историю, не ожидая даже наименьшей помощи от традиций или фактов.»
-Купер к предисловию «Красного корсара»
Купер является одним из авторов, которому приписывают участие в создании жанра морского романа. Известная писателю традиция отображать морскую хронику американской истории не привлекала его; вместо этого он ввёл новшество, сочиняя целиком вымышленные произведения, в отличие от других его романов, написанных по фактическим событиям американской истории.

## Театральная адаптация
Через сорок четыре дня после первой американской публикации романа в 1828 году в Филадельфии, была поставлена первая театральная адаптация в «Chestnut Street Theatre». Сценический вариант был написан актёром Сэмюэлем Х. Чепменом. Адаптация была опубликована в 1828 году — или, возможно, позже — издательством в Филадельфии. 1 мая 1828 года в «Park Theater» в Нью-Йорке была проведена вторая сценическая постановка по роману. В дальнейшем, роман неоднократно был представлен на сцене. Упоминается, что третья постановка была поставлена в нью-йоркском цирке Лафайетт, однако никаких других доказательств этому нет. Впоследствии эти ранние американские адаптации были поставлены ещё четыре раза до 1862 года.
В то же время, когда показывались американские адаптации, в Англии было поставлено четыре варианта спектаклей. Все они дебютировали в 1829 году в различных театрах: один в Королевском театре (Кобург), один в театре Адельфи в Лондоне, один в театре Суррей в Лондоне и последний в театре Садлера Уэллса. Кроме того, викторианский бурлеск, не признанный ранними исследователями пьес и книг, который пародировал одну из ранних лондонских адаптаций романа, был исполнен в Королевском театре Стрэнд в Лондоне в 1877 году и адаптирован Фрэнсисом Коули Бернандом.

## Оценки критиков
В 1828 году журнал «Североамериканское обозрение» (англ. North American Review) оценил роман, в целом похвалив его. Обозреватель отметил, что писатель «…в данном случае сделал больше и лучше для своего имени, чем когда-либо ранее», сравнив текст и стиль с романами сэра Вальтера Скотта. В «Обозрении» также присутствовала критика из-за использования и «злоупотребления» образа коренного индейца в романах о дикой природе, а также положительная оценка в связи с возвращением Купера к «своему собственному призванию» — морю. Тем не менее, рецензент упомянул «нечеткость», которая встречается в финальных сценах, но отметил это как единственный недостаток романа.
Современный обозреватель Сьюзен Мэннинг отмечает, что «Красный корсар», несмотря на то, что он, возможно, являлся одним из самых успешных романов Купера для литературных кругов 19-го века, для современных читателей представляется очень скучным: «…смущающий и невразумительный в одних местах, банальный в других; целая четверть длинного повествования протекает медленно, прежде чем появляется хоть что-то, что можно было бы назвать историей».